# Conde do Barreiro
Conde do Barreiro é um título nobiliárquico criado por D. João, Príncipe Regente de D. Maria I de Portugal, por Decreto de 23 de Dezembro de 1813, em favor de D. Manuel José de Sousa Coutinho.
Titulares
1. D. Manuel José de Sousa Coutinho, 1.° Conde do Barreiro.

Após a Implantação da República Portuguesa, e com o fim do sistema nobiliárquico, usou o título: 
1. D. Fernando Patrício de Portugal de Sousa Coutinho, 2.° Conde do Barreiro, 5.° Marquês de Borba, 19.° Conde do Redondo, 8.° Marquês de Valença, 2.° Conde e 3.° Marquês de Aguiar, 16.° Conde do Vimioso de juro e herdade, 9.° Conde de Soure.